# 刘家店镇
刘家店镇是中国北京市平谷区下辖的一个镇。

## 行政区划
刘家店镇下辖14个村委会：万家庄、孔城峪、刘家店、胡家店、寅洞、行宫、辛庄子、前吉山、北吉山、北店、江米洞、东山下、凤落滩、松棚。